# (23852) Laurierumker
(23852) Laurierumker est un astéroïde de la ceinture principale d'astéroïdes.

## Description
(23852) Laurierumker est un astéroïde de la ceinture principale d'astéroïdes. Il fut découvert le 14 septembre 1998 à Socorro (Nouveau-Mexique) par le projet LINEAR. Il présente une orbite caractérisée par un demi-grand axe de 2,88 UA, une excentricité de 0,05 et une inclinaison de 1,7° par rapport à l'écliptique.

## Compléments